# Central Presbyterian Church (Denver)

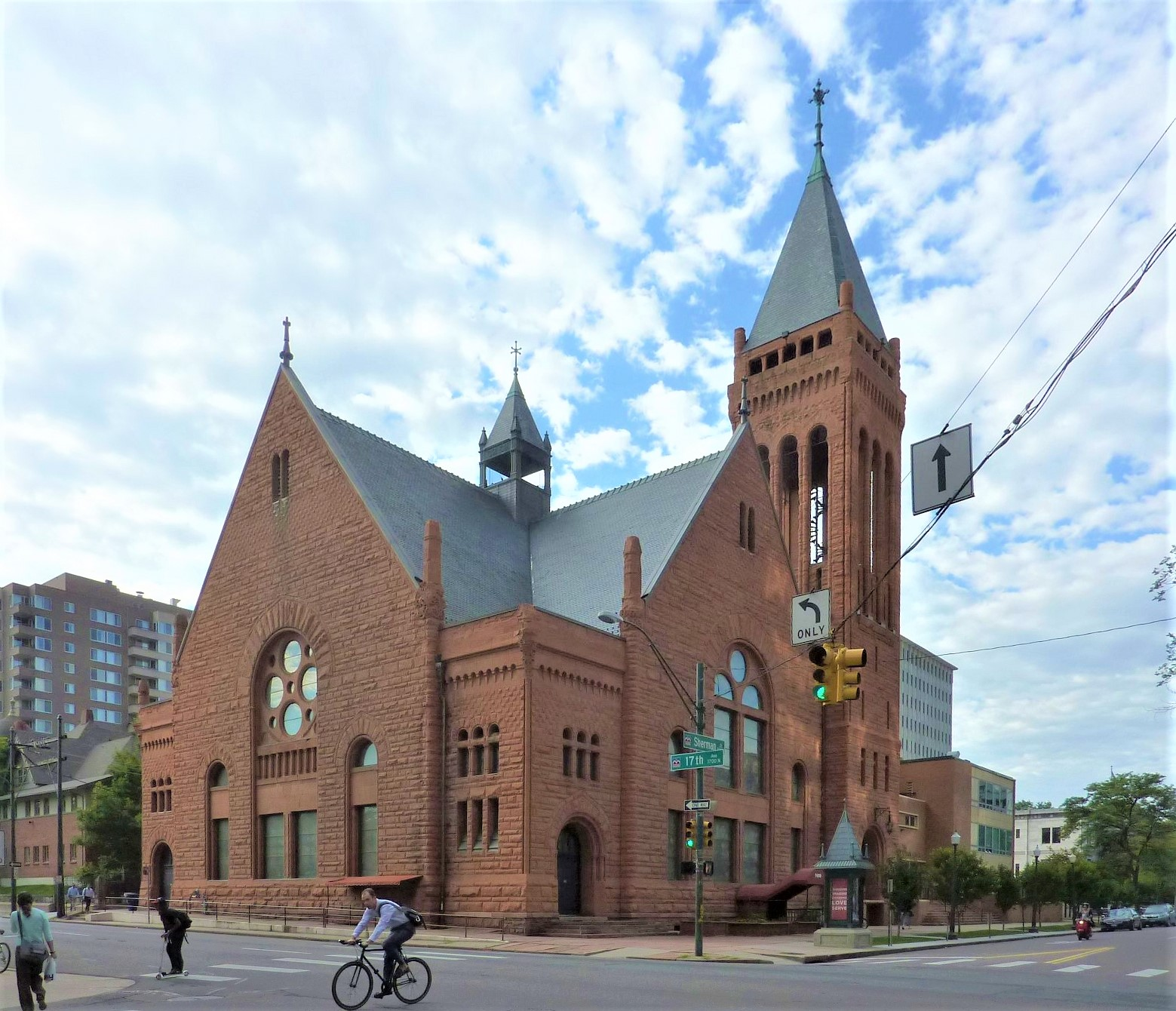
Die Central Presbyterian Church

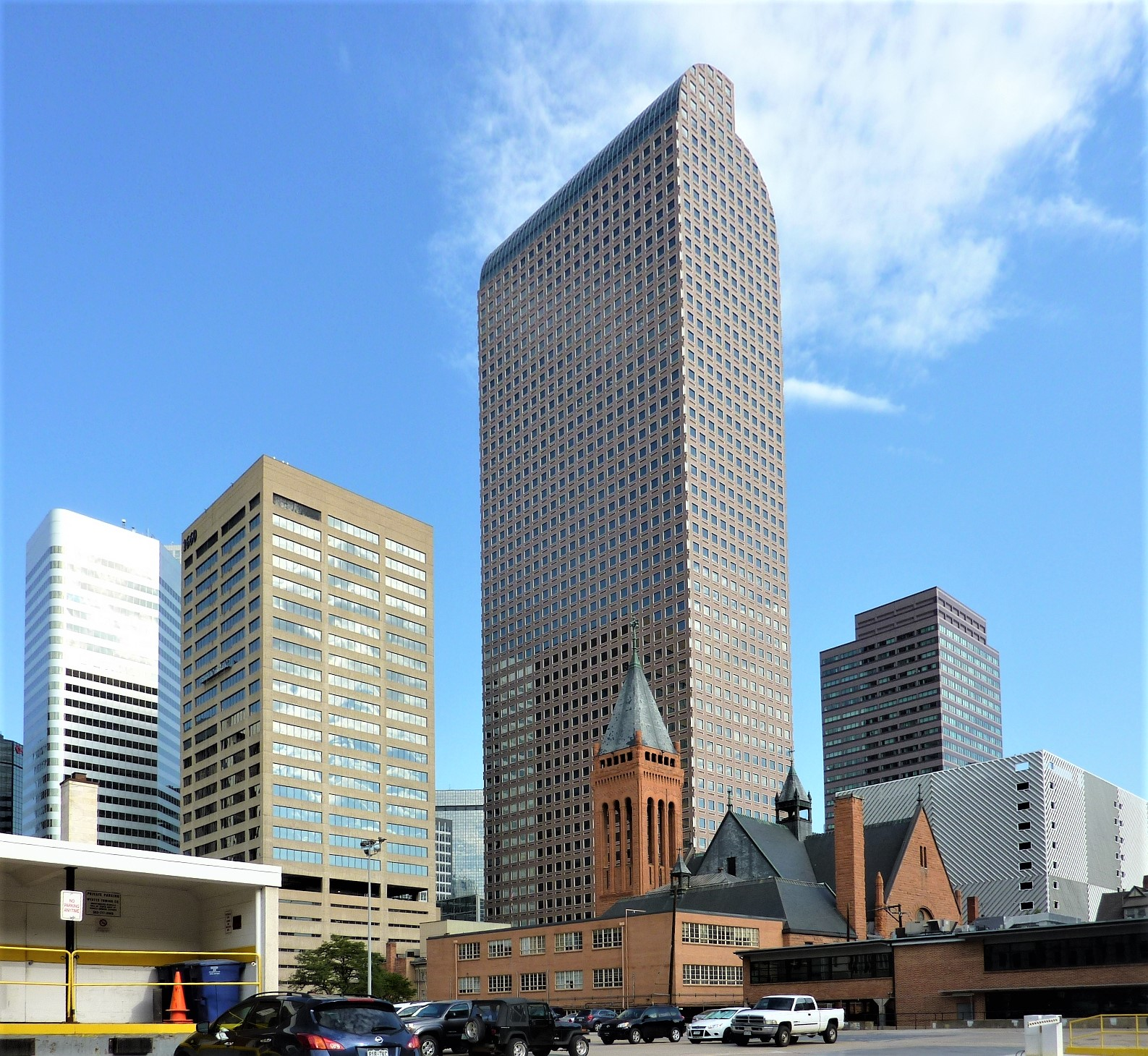
Die Kirche unterhalb des Wells Fargo Center

Die Central Presbyterian Church  ist ein Kirchengebäude der Presbyterian Church (U.S.A.) in der Innenstadt von Denver im US-amerikanischen Bundesstaat Colorado. Die Kirche ist als nationales historisches Denkmal gelistet.

## Geschichte
Die heutige Central Presbyterian Church geht zurück auf eine erste 1860 durch Reverend A. T. Rankin gegründete presbyterianische Gemeinde in Denver. Ein zunächst für Gottesdienste angemietetes Haus wurde später durch ein erstes Kirchengebäude ersetzt. Durch Wachstum der Gemeinde wurde ein Neubau erforderlich, der an anderer Stelle  am heutigen Standort der Kirche erfolgte. Der Grundstein für den Neubau nach einem Entwurf von Frank E. Edbrooke wurde 1891 gelegt und die Central Presbyterian Church 1892 eingeweiht. Die Ausführung des Bauwerks erfolgte in Stil des Richardsonian Romanesque. Nach 1910 wurde durch die Gemeinde für hilfsbedürftige Menschen das heutige Presbyterian St. Luke’s Hospital gegründet. Die 1893 durch Farrand und Votey gebaute Orgel wurde 1962 durch ein Instrument der Reuter Organ Company aus Lawrence, Kansas, ersetzt. Das Denver Philharmonic Orchestra nutzt seit 2016 die Kirche mit ihren 1000 Sitzplätzen als ihre Konzertstätte.
1974 erfolgte die Eintragung in das National Register of Historic Places.